# Armando Martín Gutiérrez
Armando Martín Gutiérrez, F.A.M. (Madrid, España, 16 de diciembre de 1954) es un religioso español de la congregación de Hijos del Amor Misericordioso que actualmente es obispo de Bacabal, en Brasil.

## Biografía
Estudió filosofía y teología en el Instituto Teológico Marchigiano de Fermo, Italia. Se licenció en teología moral por la Academia Pontificia Alfonsiana de Roma. En esa ciudad, fue ordenado sacerdote el 6 de octubre de 1979, desempeñando diversos cargos en Italia. En 1988 se trasladó a Brasil para ser maestro de novicios en la diócesis de Mogi das Cruzes (1988-2002); vicario parroquial (1988-2002); profesor de ética en el seminario diocesano y profesor de teología moral en el Instituto de filosofía y teología Pablo VI (1992-2002). Fue superior de su comunidad entre 1993 y 2002. En 2003 se trasladó a la diócesis de Juiz de Fora, en la que fue maestro del Juniorado, superior de su comunidad y vicario parroquial hasta 2005. Ese años, volvió a Italia para ser maestro del Juniorado Internacional de su congregación, superior de su comunidad y vicepárroco de la parroquia de Santa Petronila en la archidiócesis de Fermo.
El 2 de noviembre de 2006 fue nombrado obispo de Bacabal por el papa Benedicto XVI, siendo consagrado el 5 de enero del siguiente año en el Santuario del Amor Misericordioso, por Giovanni Battista Card. Re, Prefecto de la Congregación para los Obispos y Presidente de la Pontificia Comisión para América Latina.